# TBCD
TBCD‏ (Tubulin folding cofactor D) هوَ بروتين يُشَفر بواسطة جين TBCD في الإنسان.